# Обсерваторія Босхи
Обсерваторія Босхи (індонез. Observatorium Bosscha) — найстаріша астрономічна обсерваторія в Індонезії. Вона розташована в Лембангу в Західній Яві. В обсерваторії працює близько 12 телескопів, включаючи три радіотелескопи та 0,6-метровий подвійний рефрактор Цайса.
Обсерваторія була побудована 1 січня 1923 року нідерландською Ост-Індською зоряною асоціацією (NISV) за фінансової підтримки Карела Альберта Рудольфа Босхи, підприємця, господаря чайних плантацій в Малабарі. В 1951 році Обсерваторія Босхи була передана уряду Індонезії і наразі повністю управляється Бандунзьким технологічним інститутом.
У 2004 році Обсерваторія Босхи була визнана об'єктом культурної спадщини, у 2008 році уряд призначив її одним із «національних життєво важливих об'єктів», а в 2017 році Обсерваторію Босхи визнали об'єктом культурної спадщини національного рівня. Незважаючи на це, Обсерваторія Босхи перебуває під загрозою закриття, бо в останні десятиліття має проблеми зі спостереженням через світлове забруднення від сусіднього міста Лембанг.

## Історія

### Історичний контекст

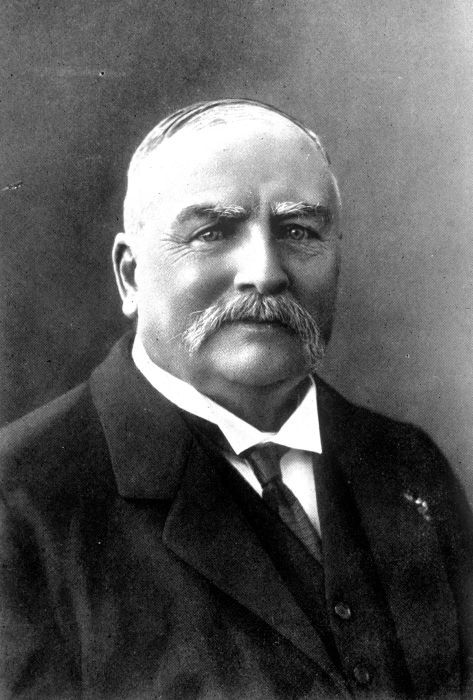
, засновник обсерваторії

На початку XX століття більшість астрономічних спостережень проводились в Північній півкулі (особливо в Північній Америці та Європі), та існувала потреба будувати телескопи в Південній півкулі для отримання повніших спостережних даних. Індонезія в той час була колонією Нідерландів і називалась Нідерландська Ост-Індія.
Ідею побудувати обсерваторію в Нідерландській Ост-Індії висунув Йоан Вуте, астроном нідерландської Ост-Індії, який народив в Мадіуні. Він вважав, що астрономічним дослідженням заважає відсутність обсерваторій і спостерігачів у південній півкулі. Спочатку Вуте проводив дослідження в Королівській обсерваторії мису Доброї Надії в Південній Африці, щоб заохотити астрономічні дослідження в Південній півкулі, але відсутність підтримки місцевого уряду змусила Вуте повернутися до Нідерландської Ост-Індії. Вуте намагався вплинути на кількох астрономів у Нідерландах, щоб вони побудували обсерваторію в нідерландській Ост-Індії. Дружба Вуте з багатими бізнесменами Карелом Альбертом Рудольфом Босхою та Рудольфом Альбертом Керховеном (двоюрідним братом Босхи) посилила підтримку будівництва обсерваторії.

### Фінансування та заснування

Аерофотознімок Обсерваторії Босхи близько 1930 року.

Босхиа зібрав бізнесменів і освічених людей, створивши Нідерландську Ост-Індську зоряну асоціацію (Nederlandsch Indische Sterrenkundige Vereenigning, скорочено NISV), яка мала на меті зібрати гроші на будівництво обсерваторій у нідерландській Ост-Індії. У 1928 році було підраховано, що NISV змогла внести 1 мільйон гульденів для фінансування створення та роботи обсерваторії. Молочні бізнесмени Урсоне та Барое Аджак пожертвували NISV ділянку землі в Лембанзі.
Потім Босха і Вуте доручили Лейденській обсерваторії контролювати закупівлю інструментів для обсерваторії. Босха звернувся за порадою до директора Лейденської обсерваторії Ейнара Герцшпрунга щодо закупівлі телескопів. Він сподівався скористатися падінням обмінного курсу німецької марки після Першої світової війни, щоб придбати якісні німецькі телескопи за низькими цінами. На початку 1921 року Босха замовив у провідної німецької оптичної компанії Carl Zeiss Jena телескоп діаметром 0,6 метра і фокусною відстанню 10 метрів. В нагороду за його заслуги в будівництві обсерваторії тепер обсерваторія носить його ім'я.
Будівництво Обсерваторії Босхи почалося в 1923 році. У 1925 році почалися спостереження. Компанії Carl Zeiss знадобилася сім років, щоб створити та доставити 0,6-метровий телескоп, який прибув у 1928 році. Вуте старанно калібрував великий телескоп протягом наступних двох років, поки не був задоволений його роботою. З 1923 року Вуте почав запрошувати нідерландських астрономів для роботи в своїй обсерваторії.

### Друга світова війна та незалежність Індонезії
У 1942 році, в середині Другої світової війни, Японська імперія вторглася та окупувала Нідерландську Ост-Індію. Японська окупаційна влада швидко замінила колоніальних урядовців на японських чи індонезійських чиновників. Тоді Обсерваторію Босхи очолював Масаші Міяді, молодий капітан Імператорських збройних сил Японії, який пізніше став директором Токійської астрономічної обсерваторії. Попередній директор Ерну де Сіттер утримувався в японському концтаборі і помер через два роки. Міяді визнав роботу Вута в обсерваторії та дозволив йому допомагати керувати обсерваторією і навіть продовжити його дослідження подвійних зір. Підтримка японцями астрономії та біології в Нідерландській Ост-Індії ґрунтувалась на їхній політичній ідеології Великої східноазійської сфери співпроцвітання. Ця ідеологія прагнула створити азійську культуру в японському стилі як противагу західній культурі. Коли війна закінчилася, Міяді офіційно передав обсерваторію Вуте. Однак після того, як в 1945 році Індонезія проголосила незалежність, місцеві мешканці вигнали Вуте з обсерваторії.
Через напівзруйнований стан обсерваторії після війни, нідерландці в 1946 році відправили для її відновлення доктора Кріса Гінса. Він виявив обсерваторію, схожу на джунглі, і йому знадобилося 3 роки, щоб вона знову повноцінно запрацювала. У 1949 році Гінса змінив Гале Бруно ван Альбада.
Після здобуття Індонезією незалежності NISV (благодійна Нідерландська Ост-Індська зоряна асоціація) вже не мала достатньо коштів, щоб продовжувати керувати обсерваторією. У 1948 році між NISV і деканом факультету точних і природничих наук Індонезійського університету Бандунга було укладено угоду про передачу права власності на обсерваторію. 17 жовтня 1951 року NISV передала цю обсерваторію уряду Індонезії, і Обсерваторія Босхи офіційно стала частиною Університету Індонезії в Бандунгу. Після створення Бандунзького технологічного інституту у 1959 році Обсерваторія Босхи увійшла до його складу. Обсерваторія Босхи функціонує як науково-дослідний інститут і астрономічна освітня установа.

### Сучасний період
Останнім часом обсерваторія страждає через світлове забруднення від нових житлових районів і ділових центрів навколо Лембанга. Тому виникли плани створити нову обсерваторію далеко від великих міст і їхнього світлового забруднення. Команда дослідників Бандунзького технологічного інституту обрала місто Купанг на Західному Тиморі, бо нічне небо там було набагато темнішим, ніж у Лембанзі.

## Телескопи

### Подвійний рефракторний телескоп Цайса

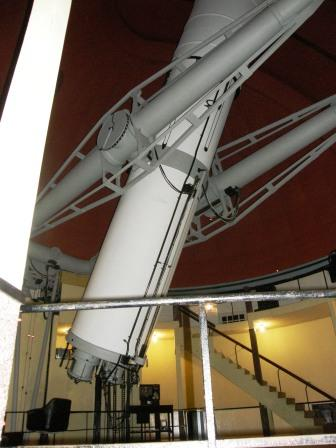
Подвійний рефракторний телескоп Цайса, встановлений на куполі обсерваторії Босхи

Подвійний рефракторний телескоп Цайса — це 0,6-метровий оптичний телескоп-рефрактор, що складається з двох основних телескопів і одного пошукового телескопа. Цей телескоп, що працює з 1928 року, є найбільшим і найстарішим телескопом Обсерваторії Босхи. Цей телескоп часто використовують для вивчення фізичних властивостей і поведінки зір, особливо подвійних зір і зоряних скупчень. Окрім зір, цей телескоп також використовується для спостереження комет та планет Сонячної системи за допомогою технології ПЗЗ-матриці. ПЗЗ-матриці були встановлені на початку 1990-х років для підвищення чутливості спостережень.

### Бамберзький телескоп
Бамберзький телескоп — 0,37-метровий телескоп-рефрактор, встановлений у 1929 році. Використовується для спостереження за змінами блиску змінних зір, для спостереження Сонця і поверхні Місяця, для фотометрії зоряних покриттів.

### Телескоп Шмідта Bimasakti
Телескоп Шмідта Bimasakti — це 0,71-метровий телескоп, який працює в діапазоні від синього до інфрачервоного діапазону. Цей телескоп подарувала обсерваторії ЮНЕСКО в травні 1960 року. Гале Бруно ван Альбада, директор обсерваторії з 1951 по 1958 роки, назвав його Bimasakti («Чумацький Шлях» індонезійською), оскільки на той час телескоп використовувався для дослідження галактики Чумацький Шлях. Телескоп Bimasakti має перевагу порівняно з іншими великими телескопами щодо тривалості фотографування об'єкта. Цей телескоп використовується для спостереження зір з лініями випромінювання водню, зір класу M і зір Вольфа-Райє.

### 2,3-метровий радіотелескоп

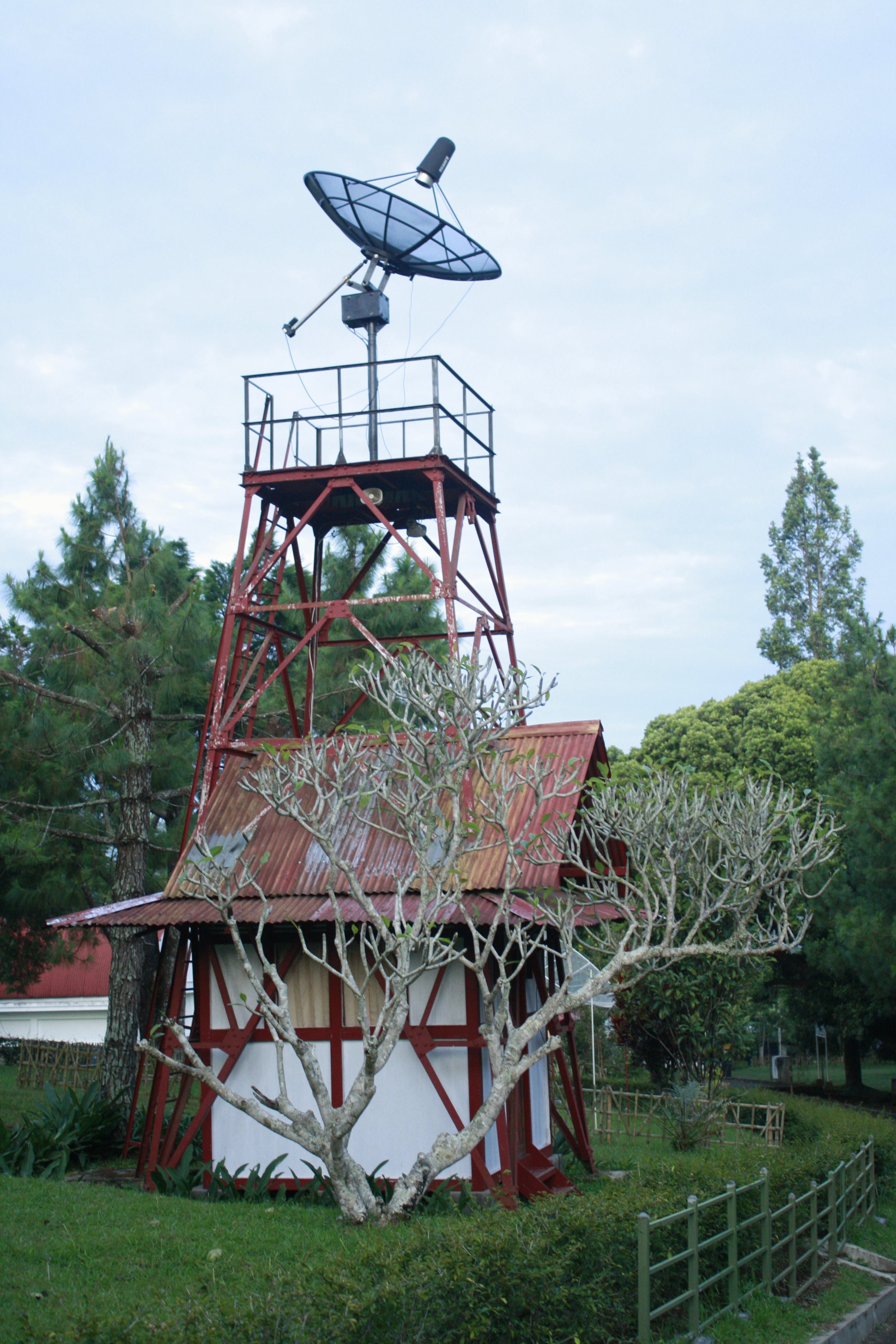
2,3-метровий радіотелескоп

2,3-метровий радіотелескоп Босхи — це малий радіотелескоп, розроблений обсерваторією Гейстек Массачусетського технологічного інституту і виготовлений корпорацією Cassi. Цей телескоп працює на довжині хвилі 21 см або в діапазоні частот 1400—1440 МГц. У цьому діапазоні частот перебувають лінії нейтрального водню, тому цей телескоп добре годиться для спостережень нейтрального водню у нашій галактиці. Крім того, цей телескоп можна використовувати для спостереження Сонця і далеких об'єктів, таких як галактики та квазари.

### Телескоп GOTO
Телескоп GOTO — це перший 0,45-метровий рефлектор, керований комп'ютером і оснащений ПЗЗ-матрицею в Обсерваторії Босхи. Цей телескоп був встановлений на грант Міністерства закордонних справ Японії, отриманий у 1989 році. Цей телескоп використовується для спостереження змінних зір, кривих блиску екзопланет, астероїдів, спектроскопії зір і фотографування планет.

### Телескоп GAO-ITB RTS
Телескоп GAO-ITB RTS — це повністю дистанційний і керований комп'ютером телескоп діаметром 0,279 м. Цей телескоп 2005 року є результатом співпраці між астрономічною обсерваторією Гунма (GAO) в Японії та ITB. Технології дистанційного доступу дозволяють спостерігачам працювати на цьому телескопі з Японії. У 2015 році телескоп був оснащений спектрографом для спостереження ліній випромінювання комет і наднових зір.

### Телескоп STVia
Телескоп STEVia (Survey Telescope for Exoplanet and Variable star, Оглядовий телескоп для екзопланет і змінних зір) — це 0,279-метровий рефлектор, створений у 2013 році. Телескоп використовується для спостереження розсіяних зоряних скупчень у пошуках екзопланет і змінних зір, а також для спостереження короткочасних подій на небі, такими як наднові та покриття зір.

### Роботизований телескоп Босхи

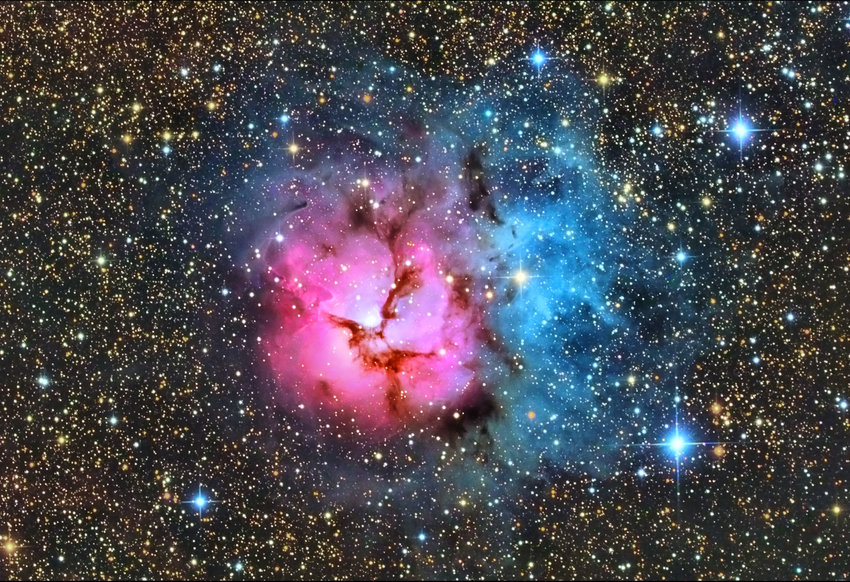
Потрійна туманність, знята за допомогою роботизованого телескопа Босхи у 2015 році

Роботизований телескоп Босхи (Bosscha Robotic Telescope, BRT) — це 0,35-метровий роботизований телескоп, встановлений у 2019 році, найновіший телескоп в Обсерваторії Босхи. Він є вже другим роботизованим телескопом Обсерваторії Босхи — його попередника, інший роботизований телескоп, було переміщено до Університету Нуса Сендана. Цей телескоп було створено як один з підготовчих кроків до будівництва нової національної обсерваторії в Купангу на Західному Тиморі. Цей телескоп використовується для спостережень екзопланет, змінниї зір та навколоземних астероїдів.

### Сонячний телескоп
Сонячний телескоп складається з 3 телескопів Coronado з 3 різними фільтрами, а також повністю власноруч створеного телескопа для проєкції зображень Сонця. Цей заклад є подарунком Міністерства освіти, науки та культури Нідерландів, Leids Kerkhoven-Bosscha Fonds, Міністерства національної освіти та Державного міністерства досліджень і технологій.

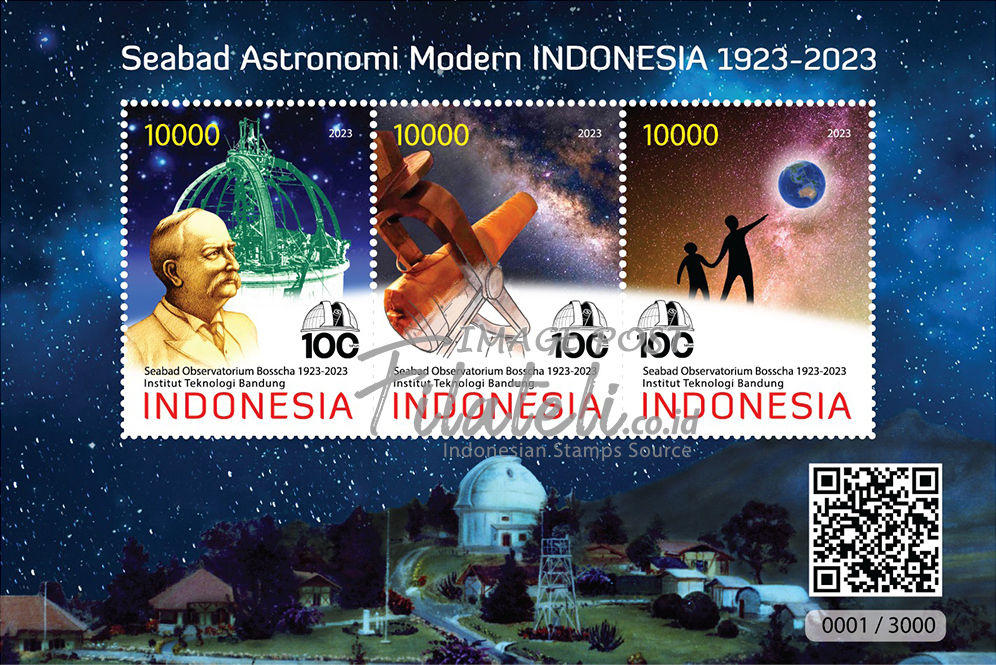
Індонезійські поштові марки 2023 року на честь 100-річчя Обсерваторії Босхи

## У масовій культурі
Обсерваторія Босхи фігурувала у фільмах «Пригоди Шеріни» (2000), «The Amazing Race 23» (2013), її зображення з'являлось й фільмі «Satan's Slaves 2: Communion» (2022).